# Приможі
Приможі (словен. Primoži) — поселення в общині Кочев'є, регіон Південно-Східна Словенія, Словенія. Висота над рівнем моря: 582,8 м.